# بخش‌های دپارتمان ایولن
بخش‌های دپارتمان ایولن (انگلیسی: Arrondissements of the Yvelines department) شامل ۴ بخش به شرح زیر است:
1. بخش مونت-ل-ژولی با ۱۱۰ کمون (فرانسه) و جمعیت ۲۸۱ هزار نفر در سال ۲۰۱۳ می‌باشد.
2. بخش رمبوییه با ۸۳ کمون (فرانسه) و جمعیت ۲۲۳ هزار نفر در سال ۲۰۱۳ می‌باشد.
3. بخش سن-ژمن-آن-له با ۴۵ کمون (فرانسه) و جمعیت ۵۴۴ هزار نفر در سال ۲۰۱۳ می‌باشد.
4. بخش ورسای با ۲۴ کمون (فرانسه) و جمعیت ۳۵۹ هزار نفر در سال ۲۰۱۳ می‌باشد.